# Sweet Dreams (Are Made of This) (sång)
Sweet Dreams (Are Made of This) är en låt av den brittiska duon Eurythmics. Låten släpptes som fjärde och sista singel från duons andra studioalbum Sweet Dreams (Are Made of This). Singeln nådde plats 2 på UK Singles Chart.
År 1995 släppte Marilyn Manson en cover.

## Låtlista

### Vinylsingel
- A: "Sweet Dreams (Are Made Of This)" (LP Version) – 3:36
- B: "I Could Give You A Mirror" (Alternate Version) – 4:15

### Maxisingel
- A: "Sweet Dreams (Are Made Of This)" (Extended Version) – 4:48
- B1: "I Could Give You A Mirror" (Alternate Version) – 4:15
- B2: "Baby's Gone Blue" (Non-LP track) – 4:19